# The Good Girl (2004)
The Good Girl (2004) is een Spaanse soft-erotische film van Erika Lust. De film maakt gebruik van het traditionele "pizza-man" cliché, maar is gefilmd vanuit het vrouwelijke perspectief. Diverse porno-clichés worden in de film op de hak genomen. De film duurt 21 minuten.

## Verhaal
De hoofdpersoon, Alexandra of gewoon "Alex" (vertolkt door Claudia Claire), is slim en succesvol, maar blijkbaar preuts: een 'braaf meisje' ("good girl") dat vaak aan seks denkt, maar er meestal niet naar handelt. Alex krijgt een telefoontje van haar vriendin Julie, een meer openlijk seksueel personage, die Alex vertelt over haar meest recente seksuele verovering, haar yogaleraar. In plaats van dat Julies verhaal haar opgewonden maakt, verveelt het Alex. Ze is het zat om verlegen te zijn en allerlei seksuele ervaringen te missen die ze zelf zou kunnen hebben (gehad) als ze had gedurfd. Ze daagt zichzelf uit om seksueel actiever en gewaagder te zijn. Alex begint dan te praten over verschillende malle pornoscenario's die ze wel eens zou willen meemaken. Eén zo'n scenario dat ze vaak in pornofilms zag, was het cliché van de pizzabezorger, maar ze bekritiseert het idee als onrealistisch, omdat pizzabezorgers doorgaans niet erg aantrekkelijk zijn.
Gefrustreerd na Julies opschepperij over de telefoon, merkt Alex dat ze trek heeft, bestelt ze een pizza en gaat douchen. Als de deurbel gaat, verlaat Alex de douche met alleen een handdoek om haar lichaam gewikkeld, opent de deur en treft daar een onverwacht aantrekkelijke pizzabezorger aan (gespeeld door Lucas Foz). Alex vertelt de kijker: 'Hij is geen normale pizzaman. Hij is superknap.' Ze laat hem binnen in haar studio terwijl ze onhandig op zoek gaat naar geld om hem te betalen; als ze wat vindt, betaalt ze hem voor de pizza, en hij vertrekt, enigszins verbaasd over Alex' vreemde gedrag. Alex sluit de deur achter zich, leunt er achterover tegenaan en zakt langzaam naar de grond terwijl ze zich slecht voelt omdat ze alweer niet de kans heeft gegrepen om iets avontuurlijks te doen. Enkele seconden later belt de pizzabezorger weer bij Alex aan omdat hij zijn helm is vergeten. Deze keer denkt ze niet alleen, maar besluit ze te handelen naar haar seksuele verlangen. Ze opent de deur, springt op de bezorger af en omhelst hem, in de veronderstelling dat hij voor haar terugkwam, maar de verwarde man zegt zachtjes: 'Sorry, ik ben mijn helm vergeten' en loopt naar binnen om zijn helm te pakken. Dan staren ze elkaar aan, verward over wat er net gebeurd is en onzeker wat ze nu moeten doen.
Als de man weer weg wil gaan, zegt Alex: 'Wacht even, alsjeblieft.' Nadat ze haar twijfels heeft overwonnen, vindt Alex de moed om haar handdoek te laten vallen en haar naakte lichaam te onthullen, terwijl de man naar haar kijkt. Zijn verbazing maakt langzaam plaats voor ontzag, waarna hij zijn helm weer op tafel legt, langzaam naar Alex toe loopt, haar zachtjes aanraakt en haar dan hartstochtelijk zoent. Ze leidt hem naar haar bed en ze gaan over tot gepassioneerde seks. Nadat Alex met hem in de lepeltje-lepeltje-positie een intens en bevredigend orgasme ervaart, legt de man Alex op haar rug en gaat op haar borst zitten. Alex zegt tegen hem: 'Ik wil dat je in mijn gezicht klaarkomt zoals in pornofilms', wat hij doet. Daarna stellen ze zich aan elkaar voor (de man heet "Paulo") en wisselen ze telefoonnummers uit. Aan het eind kijkt Alex terug op wat er gebeurd is en zegt: 'Op de een of andere manier was dat moment mijn bevrijding... van het niet altijd doen wat er verwacht wordt van een 'braaf meisje' zoals ik.'

## Productie en distributie
The Good Girl was het regiedebuut van Erika Lust. Ze richtte haar bedrijf Lust Films op met behulp van een investeerder en vriend, die 30.000 euro investeerde in de productie van The Good Girl als pilot om hun bedrijfsidee te verspreiden. Lust (2009–2010) verklaarde: 'We begonnen lustfilms.com en we besloten onze korte film gratis uit te geven (onder een Creative Commons Copyleft-licentie). Dat deed het bedrijf exploderen en daarna zijn we niet meer gestopt.' The Good Girl is waarschijnlijk de eerste erotische film die is uitgebracht (in 2006) onder een Creative Commons-licentie. Aanvankelijk was de film gratis op de website van de maakster te zien en werd 'miljoenen keren gedownload in enkele dagen tijd' en 'twee miljoen keer in twee maanden'. In 2007 werd dit gestopt toen de film onderdeel werd van de film Cinco historias para ellas / Five Hot Stories for Her. Door de oorspronkelijke Creative Commons-licentie is de film echter nog steeds legaal op diverse plaatsen te zien, waaronder Internet Archive. The Good Girl werd als onderdeel van Five Hot Stories for Her vertoond op het Internationaal Erotisch Filmfestival Barcelona 2007.

## Ontvangst
The Good Girl zette de toon voor de filmmakersstijl van Erika Lust en lanceerde haar carrière als "een van de meest gevierde feministische pornografen ter wereld". The Good Girl was genomineerd voor de beste korte film op het Internationaal Erotisch Filmfestival Barcelona (FICEB) van 2005. Op FICEB 2007 won Five Hot Stories for Her (waar The Good Girl er één van was) de prijs voor Beste Script. Hij heeft ook een Ninfa Award gewonnen en dankzij The Good Girl won Five Hot Stories for Her de Beste Film van het Jaar op de Feminist Porn Awards 2008.
De korte film werd door veel kijkers goed ontvangen, vooral omdat hij veel verwachtingen omkeerde en het vrouwelijke perspectief, vrouwelijk verlangen en plezier centraal stelde. Enkele door commentatoren opgemerkte subversies zijn het uitdagen van de traditionele dichotomie tussen de "preutse" (Alex) en de "courtisane" (Julie) door het presenteren van een complexe vrouwelijke hoofdpersoon die "haar twijfels overwint zodat ze kan genieten – op haar eigen voorwaarden – van haar lichaam en seksualiteit"; respect voor het vrouwelijk lichaam door het tonen van complete lichamen en het focussen op gezichtsuitdrukkingen; Paulo die geen zelfverzekerde man is die het initiatief neemt, maar verbaasd en verwonderd zijn werk probeert te doen terwijl hij geduldig en voorzichtig wacht tot Alex bij verschillende gelegenheden haar eerste stappen zet; en Alex die nieuwsgierig, vrolijk en speels is, die 'echte borsten' heeft, geen hoge hakken draagt, die niet opgewonden raakt van Julie die over haar seksuele ervaringen vertelt, en niet 'de penis van de man inslikt als een menselijke stofzuiger.' Anne Sabo (2012) beschreef de beslissende scène waarin Alex en Paulo elkaar aanstaren als 'komisch, gênant en hartverscheurend tegelijk, maar het moet nu of nooit zijn; ze laat de handdoek vallen en gluurt naar hem. En in een ogenblikkelijke verbinding ziet hij haar.'
Sommige elementen van de film werden ook bekritiseerd. Met name het feit dat er een facial was opgenomen in het verhaal werd door velen gezien als representatief voor vele problematische aspecten van de mainstream pornografie die niet in feministische porno zouden moeten bestaan. Anastasia (2006) stelde: 'Buiten dit ene piepkleine element [de facial] is de overige 99,9% voor mij aantrekkelijk, humoristisch, scherp, erotisch, sensueel, speels en interessant.' In een paneldiscussie op het Berlin Porn Film Festival 2007 plaatsten verschillende andere zichzelf feministisch noemende pornografen kanttekeningen bij Lusts opname van de facial in deze en andere films die ze tot dan toe had geproduceerd. Petra Joy schreef een paar dagen later: "Feminisme zet zich in voor gendergelijkheid, dus "feministische porno" zou vrouwen moeten tonen als gelijken aan mannen in plaats van als ondergeschikte wezens.... Als je sperma op het gezicht van een vrouw wilt laten zien is dat prima, maar noem het dan niet feministisch.' Lust (2007) reageerde daarop en spotte met "de kerk van de pure feministische pornoproducenten... die verklaren dat bepaalde seksuele praktijken die ik en andere vrouwen over de hele wereld toevallig lekker vinden, een zonde zijn."
Maes (2017) merkte kritisch op dat de facial aan het eind van de film haaks staat op de 'zachtaardige en prachtig gefilmde vrijpartij' ervoor en concludeerde: 'Op deze manier zet de film deze meest overheersende trope van de niet-egalitaire pornografie voort en viert deze zelfs, in plaats van haar te ondermijnen.' Bovendien interpreteerde hij de scène waarin Alex haar handdoek laat vallen als een negatieve 'erotisering' van de vrouwelijke seksuele kwetsbaarheid. Heck (2021) was daarentegen over het algemeen positief over de film en stelde dat de kwetsbaarheid van Alex 'zorgvuldig gecontextualiseerd' was binnen een breder verhaal van agency hebben, moed verzamelen en initiatief nemen. Voor Heck deed Lust 'een poging om de hegemonie van de facial te ondermijnen, niet door de prevalentie ervan te negeren, maar door deze handeling op een meer realistische manier te presenteren dan gebruikelijk is in mainstream pornografie.' De context maakt duidelijk dat Alex het wil, erom vraagt, omdat ze er nieuwsgierig naar is (want ze heeft het gezien in mainstream porno, ook al had ze eerder kritiek op mainstream porno), misschien als onderdeel 'van haar nieuw gevonden vrijpostigheid, tot het uiterste gedreven in de hitte van het moment'. 'Degenen die facials als onvermijdelijk vrouwonvriendelijk beschouwen (...) zullen niet onder de indruk zijn', maar in dat geval 'heeft het weinig te maken met pornografie, maar berust het op een onafhankelijke bewering dat een bepaalde seksuele handeling altijd onethisch is, zelfs als ze enthousiast consensueel en gewenst is.' Niettemin wees Heck op een andere fout in de volgorde van gebeurtenissen, vergelijkbaar met hoe "gekunsteld" facials in mainstream porno zijn, die het "subversieve potentieel" van The Good Girl ondermijnt: "De seks is over het algemeen overtuigend realistisch: het soort dingen dat mensen als Alex en Paulo daadwerkelijk zouden kunnen doen. Maar dat Paulo Alex op haar rug rolt en dan op haar borst kruipt, lijkt, gezien wat ze daarna gaat zeggen, vooraf afgesproken, en is daardoor helemaal niet overtuigend.' Een ander los eindje in het verhaal is dat er geen duidelijke aanwijzing wordt gegeven (noch aan Alex, noch aan de kijker) waarom Paulo Alex aantrekkelijk vindt en ingaat op haar onverwachte non-verbale uitnodiging om seks te hebben.